# Keilriemen

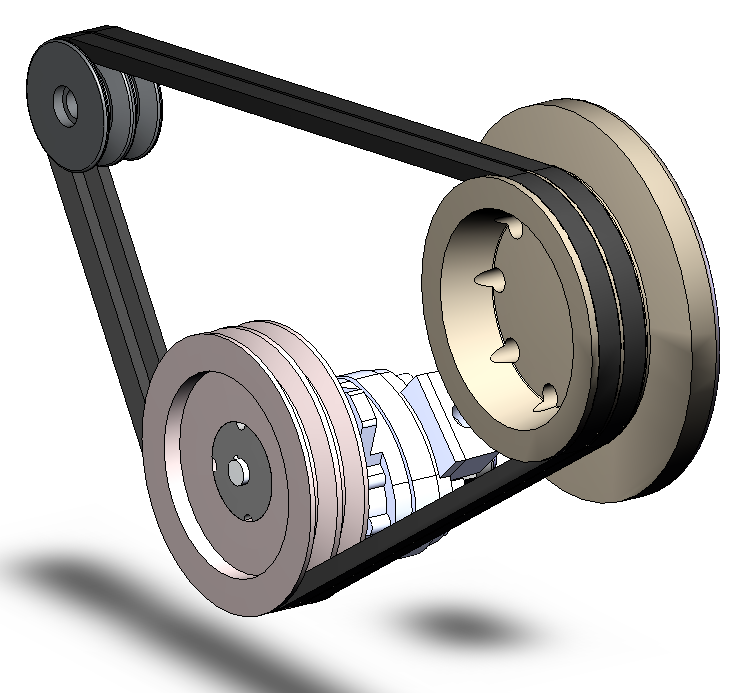
Zwei parallel laufende Keilriemen, schematisch

Keilriemen sind Treibriemen von Riemengetrieben. Sie haben einen trapezförmigen Querschnitt, bestehen aus Kautschuk (oft EPDM) mit einem Zugband (z. B. Polyester-Cord) und Gewebeeinlage und werden endlos gefertigt.
Von Keilriemen zu unterscheiden sind Flachriemen, die ein flaches Profil ohne angeschrägte Seitenflächen haben.
 
Von formgezahnten Keilriemen zu unterscheiden sind Zahnriemen, bei denen es sich um gezahnte Flachriemen handelt.
Die Klemmwirkung des keilförmigen Riemens in der Nut der Keilriemenscheibe bewirkt eine hohe Reibung zwischen den Flanken von Riemen und Scheibe.
Aufgrund der Klemmwirkung benötigt ein Keilriemen deutlich weniger Spannung als ein Flachriemen zur Übertragung des gleichen Drehmoments, wodurch die Lager weniger stark belastet werden. Durch die hohe Flankenreibung genügt zur Kraftübertragung ein geringer Umschlingungswinkel an der Riemenscheibe, so dass sich mit einem vergleichsweise kurzen Riemen mehrere Wellen antreiben lassen.
Da ein klassischer Keilriemen sehr viel höher (dicker) als ein Flachriemen ist, kommt es bei der Umlenkung zu einer Stauchung an der Innen- und eine Dehnung an der Außenseite. Das Walken des Kautschuks erwärmt das Material und erhöht den Verschleiß ebenso wie die äußere (Flanken-)Reibung des Riemens an der Scheibe. Der verlorengehende (Wärme-)Energie verringert den Wirkungsgrad des Antriebs. 
Heute werden öfter gezahnte Keilriemen eingesetzt. Durch die Zahnung wird der Riemen biegsamer. Er erwärmt sich dadurch weniger stark und kann auf kleineren Scheibendurchmesser eingesetzt werden. 
Die Riemenscheibe hat dabei einen flachen Grund ohne Zahnung. Die Kraftübertragung findet also beim gezahnten Keilriemen ebenfalls kraftschlüssig durch die Klemmwirkung der Flanken statt und nicht über eine formschlüssige Zahnung der Riemenscheibe (wie es beim Zahnriemen der Fall ist).

## Verwendung
- Eine bekannte Anwendung ist der Antrieb von Generator (Lichtmaschine) und häufig auch von Ventilator, Wasserpumpe und Hydraulikpumpe (Servopumpe) für die Servolenkung in Kraftfahrzeugen.
- Im Haushalt finden sich Keilriemen oft im Antrieb der Waschmaschinentrommel.

Um Kraftübertragung, Wirkungsgrad und Ausfallsicherheit zu erhöhen, werden in manchen Anwendungsfällen mehrere Keilriemen parallel laufend angeordnet.
Läuft der Keilriemen nicht in der Nut einer gewöhnlichen Riemenscheibe, sondern zwischen zwei konischen Scheiben, von denen eine auf der Welle axial beweglich ist, so kann der Umschlingungsradius während des Betriebs geändert werden, indem der Abstand zwischen den beiden Scheiben angepasst wird.
Mit dem weiter innen oder weiter außen laufenden Keilriemen verändert sich die Drehzahl der Wellen und man erhält ein stufenlos verstellbares Getriebe. Der Hersteller DAF bot Automobile mit als Variomatic bezeichneten automatischen Riemengetrieben an. Heute werden Motorroller mit ähnlich konstruierten Getrieben angeboten.
Der Verschleiß eines Antriebsriemens macht sich oft durch seitlichen Abrieb und eine Abnahme der Riemenbreite bemerkbar, wodurch er auch an Spannung verliert. Ein locker sitzender Riemen kann sich durch lautes Quietschen oder pfeifende Geräusche ankündigen. Im Winter kann sich die Gummimischung von Keilriemen versteifen.
Reißt ein Keilriemen während der Fahrt, können Lichtmaschine und Motorkühlung ausfallen und die Servolenkung schwergängig werden. Zu stark abgenutzte oder bereits sichtbar beschädigte Riemen sollten frühzeitig ersetzt werden, um einen Ausfall während der Fahrt zu vermeiden. Eine Untersuchung des Antriebsriemens ist Teil der regelmäßigen Inspektion, um Beschädigungen am Motor vorzubeugen. Einen festen Wechselintervall geben die Fahrzeughersteller oft nicht an, da dies abhängig von dem Zustand und der Qualität des verbauten Riemens ist.

## Keilriemen
Bei allen Arten wird die Zugkraft überwiegend von einem in den Kautschuk eingebetteten Zugstrang (meist Faserbündel aus Polyester-Cord) übernommen, die in einer Ebene nahe des äußeren Umfangs des Riemens liegen. 
Zusätzlich erhält der Riemen an allen Seiten bzw. bei flankenoffenen Riemen nur an Außen- und Innenseite ein Deckgewebe (üblicherweise aus Baumwolle), dessen Struktur sich meist an der Kautschuk-Oberfläche der Riemens abzeichnet.
Das Riemen-Profil wird nach der Breite an der Außenseite des Riemens sowie nach der Höhe bemessen.
Die Länge des Riemens kann sich auf verschiedene Maße beziehen:
- Li - Innenlänge
- La - Außenlänge
- Ld - Richtlänge

Die Richtlänge wird ungefähr am Flächenschwerpunkt des Riemenprofils gemessen. Die Richtlänge entspricht meist der Wirklänge (Lw/Lp).
- Klassische Keilriemen – nach DIN 2215 sind ringsum mit einer Gewebelage ummantelt und werden in den Profilbreiten 5, 6, 8, 10, 13, 17, 20, 22, 25, 32 und 40 mm hergestellt. Klassische Keilriemen sind etwa 60 % breiter, als sie hoch sind. Sie zeichnen sich durch eine sehr hohe Betriebssicherheit aus. Der Einsatz ist rückläufig.
- Schmalkeilriemen – ebenfalls ummantelt, mit verbesserter Leistungsübertragung. Schmale Keilriemen sind etwa 25 % breiter als sie hoch sind. Üblich sind die Profile SPZ (9,7 mm), SPA (12,7 mm), SPB (16,3 mm) und SPC (22 mm).
- Flankenoffene Keilriemen – (FO), an ihren Flanken (Seiten) ist kein Gewebe[2], mit Vorteilen bei Laufgenauigkeit, Reibschluss, Wärmeabgabe und Verschleißverhalten. Profile: XPZ, XPA, XPB, XPC.
- Formgezahnte Keilriemen – wie der flankenoffene Keilriemen, aber zusätzlich mit formgezahnter Innenseite (FOZ). Dieser Typ wird aufgrund der längeren Haltbarkeit bei besserem Wirkungsgrad heute bevorzugt.
- Sonderformen: Breitkeilriemen, Lamellenkeilriemen, Verbundkeilriemen (mehrere nebeneinanderliegende Keilriemen sind über eine gemeinsame äußere Gewebeschicht verbunden), Doppelkeilriemen mit sechskantigem Profil (die Keilform des Riemens ist sowohl nach innen wie nach außen gerichtet, die Zugträger liegen mittig, so dass der Riemen ), endliche Keilriemen gelocht nach DIN 2216, die nach Bedarf abgelängt und mittels durch die Lochung geführten Stiften verbunden werden.

Während Flachriemen nicht genormt sind, sind Keilriemen weitgehend standardisiert, so dass sie herstellerneutral verwendet und getauscht werden können. Da es unterschiedliche Normen gibt, DIN 7753 Teil 1/ISO 4184 Europäisch und RMA/MPTA Amerikanisch, wird ein Umrechnungsfaktor Ld auf La benutzt.

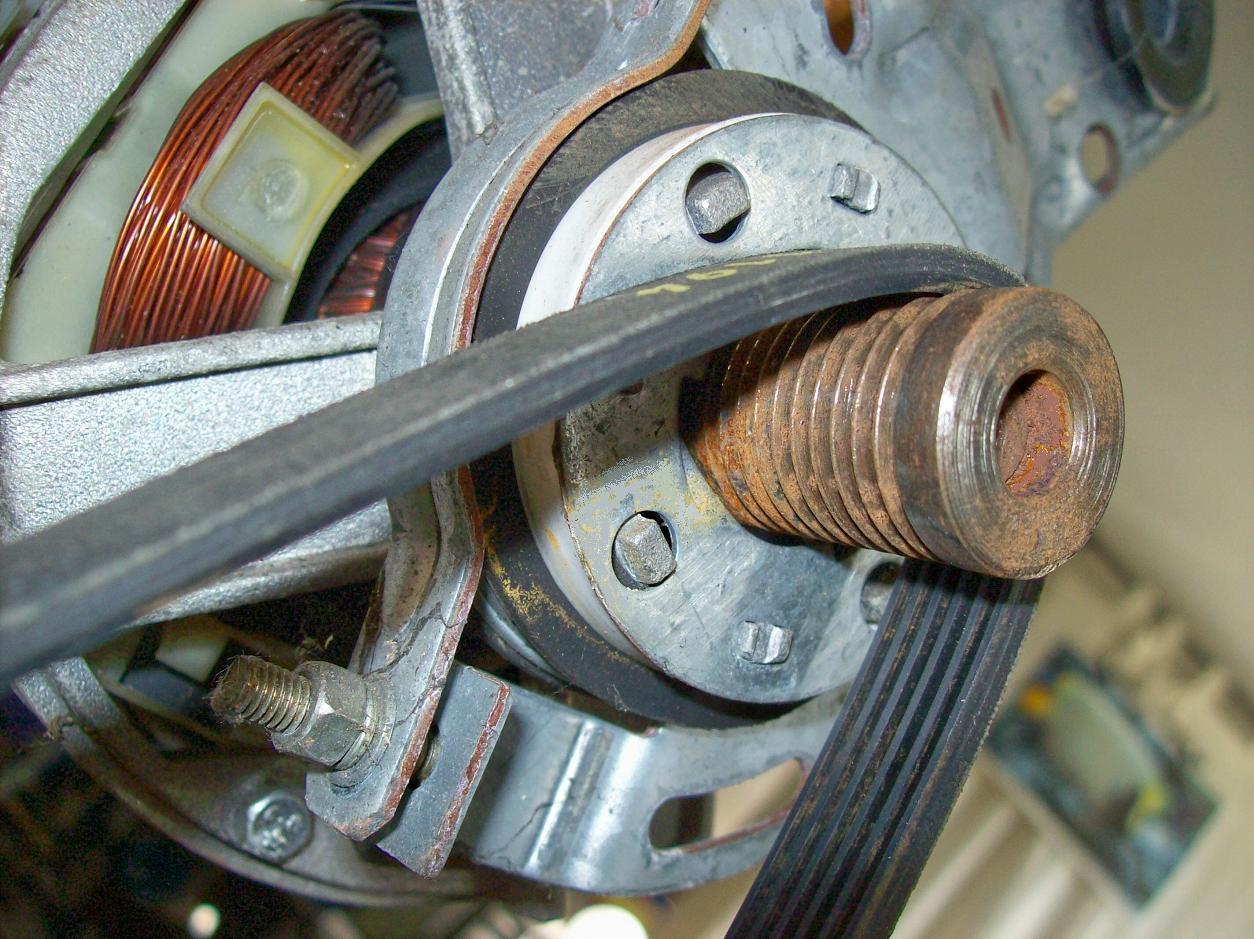
Keilrippenriemen an einem Waschmaschinenantrieb; Riemenscheiben-Durchmesser 22,4 mm

Keilrippenriemen und Keilrippenscheibe (neu, Querschnitt) – Die Flanken bilden die Kontaktfläche (rot), auch nach planmäßiger Abnutzung.

## Keilrippenriemen
Der Keilrippenriemen (auch Rippenriemen, Keilrippriemen oder Flachrippenriemen) ist ein Flachriemen mit keilförmigen Rippen in Längsrichtung.
Die keilförmigen Rippen des Riemens liegen in entsprechend geformten Nuten der Riemenscheibe.
Durch die geringe Höhe des Riemens ist er in beide Richtungen biegsam, so dass sowohl Unterseite wie auch Oberseite zur Kraftübertragung in einer Riemenscheibe laufen kann. Hierzu gibt es auch beidseitig gerippte Riemen. Wenn die Riemenführung in Serpentinen erfolgt, kann an jeder Riemenscheibe ein hoher Umschlingungswinkel erreicht werden und es können trotz niedriger Riemenspannung mehrere Wellen angetrieben werden.
In Kraftfahrzeugen werden solche sogenannten Serpentinentriebe mit wechselnder Krümmungsrichtung zum Antrieb mehrerer Nebenaggregate (wie Kühlwasserpumpe, Klimakompressor, Lichtmaschine und Servopumpe) eingesetzt. Keilrippenriementriebe in Kraftfahrzeugen können auf eine Lebensdauer von 160.000 km ausgelegt sein. Sie benötigen im Gegensatz zum Keilriemen, der oft statisch gespannt ist, automatische Spannsysteme, um unter allen Betriebsbedingungen eine möglichst konstante Riemenkraft gewährleisten zu können.
Keilrippenriemen kamen beim Antrieb der Trommel von Waschmaschinen zum Einsatz, bevor elektronisch kommutierte Direktantriebe eingeführt wurden. Durch die Flexibilität des Riemens lassen sich am Motor Riemenscheiben mit geringem Durchmesser verwenden, wodurch sich im Antrieb eine große Untersetzung erreichen lässt.
Die Gebrauchsnummer wird auf dem Keilrippenriemen vermerkt und gibt Auskunft über:
- Rippenanzahl,
- Profilabstand (kurz auch nur Profil genannt) in mm (PH=1,60, PJ=2,34, PK=3,56, PL=4,70, PM=9,40) und
- die Bezugslänge in mm oder Inch an.

Der Profilabstand bezieht sich auf den Abstand zwischen je zwei der Rippen.
Die Gesamtheit aller Rippen wird als Profil bezeichnet.
Ein Keilrippenriemen mit 5 Rippen, dem Profil PJ und der Bezugslänge von 940 mm (entspricht 37.0 inch) kann beispielsweise die Bezeichnung „5PJ940“ oder „EL 370 J5“ tragen.
Einige Hersteller lassen bei der Angabe des Profilabstandes das „P“ weg, oder geben die Werte in einer anderen Reihenfolge an.

Gliederkeilriemen zum Antrieb einer Drehmaschine; innenliegender Antrieb

## Gliederkeilriemen (Lamellenkeilriemen)
Gliederkeilriemen (auch Lamellenkeilriemen) werden aus einzelnen Gliedern (Lamellen) zusammengesetzt und als Meterware angeboten. Die Glieder werden über Stahldrehniete (Antriebsriemen) bzw. über ein T-Stück-Ende (Hochleistungs-Transportriemen) miteinander verbunden und bestehen aus Polyurethan-Elastomeren, die mit mehreren Schichten Polyestergewebe verstärkt sind. Übertragene Leistungen und verwendete Riemenscheiben entsprechen klassischen Keilriemen bzw. Schmalkeilriemen aus Gummigewebe.
Der Aufbau des Gliederkeilriemens erlaubt es, jede benötigte Riemenlänge mit wenigen Handgriffen selbst zu konfektionieren. Bei schlecht zugänglichen Antrieben kann der Gliederkeilriemen eingefädelt und geschlossen werden, ohne dass aufwendige Demontagen erforderlich sind. Bei der Installation dürfen Gliederkeilriemen – im Gegensatz zu Gummigewebekeilriemen – aufgesprungen werden, da sie auf Grund der Materialkomposition Polyester/Polyurethan elastisch sind.
Auf eine Spanneinrichtung kann somit verzichtet werden.
Aufgrund der eingesetzten Materialien haben Gliederkeilriemen auch bei schwierigen Bedingungen, wie z. B. Temperaturen von −40 °C bis +116 °C oder Kontakt mit Öl, Wasser, Dampf, Chemikalien und abrasiven Medien eine ausreichende Lebensdauer.